# Barbara Krause
Barbara Krause, po mężu Wanja (ur. 7 lipca 1959 w Berlinie Wschodnim) – wschodnioniemiecka pływaczka, trzykrotna mistrzyni olimpijska.
Podczas Igrzysk Olimpijskich w Moskwie w 1980 roku zdobyła trzy złote medale.
Jej mąż, Lutz Wanja też był pływakiem, brał udział w Igrzyskach Olimpijskich.
Krause, jak wiele sportowców pochodzących z NRD brała doping. Krause została usunięta z ekipy pływaków na Igrzyskach Olimpijskich w Montrealu w 1976 roku, gdyż zespół lekarzy obawiał się, że zostanie wykryty u niej doping.